# Pushpa Kamal Dahal
Pushpa Kamal Dahal, em nepalês: पुष्पकमल दाहाल (Dhikur Pokhari, 11 de dezembro de 1954), também conhecido como Prachanda, é um político nepalês e primeiro-ministro do país de 26 de dezembro de 2022 a 15 de julho de 2024. Ocupou o mesmo cargo anteriormente de 4 de agosto de 2016 a 7 de junho de 2017. Ele também é o líder do Partido Comunista do Nepal (Maoísta). Prachanda já foi primeiro-ministro do Nepal durante os anos de 2008 e 2009, após poucos meses de o país ter abolido a monarquia depois de 240 anos.
Como líder do Partido Comunista do Nepal (Maoísta), ele também foi o líder supremo da sua ala armada, o Exército Popular de Liberação do Nepal que liderou guerra civil nepalesa que se deu início no dia 13 de fevereiro de 1996 e seguiu até 2006 matando cerca de 13 mil pessoas.

## Infância e juventude
Prachanda nasceu em 11 de dezembro de 1954 na pequena aldeia de Kaski, que fica a 143 km da capital do Nepal, Katmandu. Vindo de uma família de fazendeiros de origem brâmanes de condições modestas. Sua família mudou-se para Chitwan quando ele tinha 11 anos de idade, onde ele passou a maior parte de sua infância.
No ano 1975, Prachanda graduou-se do Instituto de Agricultura e Ciência Animal em Rampur, Chitwan, com um diploma em Ciências Agrícolas. Depois disso, ele também trabalhou em um projeto de desenvolvimento rural em Jajarkot.

## Carreira política

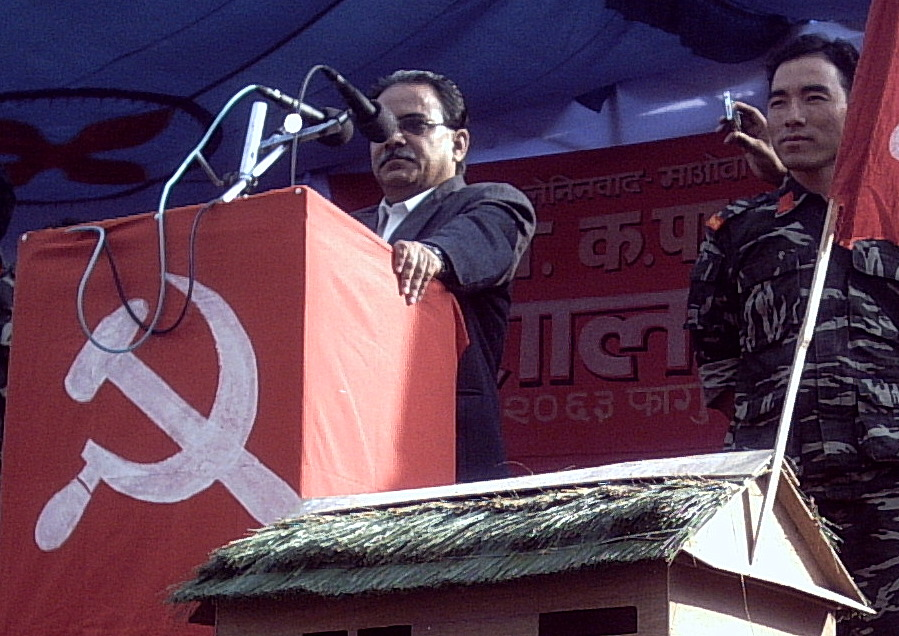
Prachanda discursando durante uma campanha Pokhara.

Sua carreira política decolou no ano de 1980. Ele chefiou o União Nacional de Todos os Estudantes Livres do Nepal (Revolucionário). Esta união era afiliada do Partido Comunista Radical do Nepal.
No ano de 1981, ele se juntou ao clandestino Partido Comunista do Nepal (Quarta Convenção).
Em 1989, Prachanda tornou-se o secretário geral do antigo Partido Comunista do Nepal (Mashal). Depois de muitas divisões e controvérsias, este partido foi renomeado como Partido Comunista do Nepal (Maoísta) em março de 1995.
Em 13 de fevereiro de 1996, o Partido Comunista do Nepal (Maoísta) lançou sua campanha insurgente para abolir a monarquia. Este foi chefiado por Prachanda que começou com ataques em várias delegacias. A campanha não teve sucesso ao longo dos 10 anos de insurgência, mas no final conseguiram abolir a monarquia que governou o Nepal há quase 240 anos.
Prachanda tornou-se popular depois de sua aparição pública em junho de 2006. Este foi o momento em que ele veio para a frente para negociar a criação de um novo governo para o país com o primeiro-ministro Girija Prasad Koirala e outros líderes da oposição. Prachanda também assinou o acordo de paz abrangente em novembro de 2006. Durante este tempo, o Partido Comunista do Nepal (Maoísta) estava trabalhando para fazer Prachanda o chefe do novo governo.
Nas eleições de 2008, o Partido Comunista do Nepal (Maoísta) surgiu como o partido mais forte, ganhando 220 lugares em uma assembleia constituinte de 601 membros. Em maio de 2008, a nova assembleia votou e Nepal um país democrático e em 15 de agosto de 2008. Prachanda foi eleito primeiro-ministro em agosto de 2008. Na sequência de desentendimentos com o presidente Ram Baran Yadav, em especial sobre a incorporação de ex-guerrilheiros maoístas no exército nacional, e para recuperar o apoio popular afetada por sua incapacidade para resolver a crise econômica e social do país, maoístas deixou o governo em 4 de maio de 2009 e boicotando o Parlamento.
Prachanda foi eleito primeiro-ministro do Nepal em 3 de agosto de 2016, depois de seu antecessor Khadga Prasad Oli renunciou o seu cargo.

## Vida pessoal e legado
Mesmo após o Nepal ter assegurado a democracia no ano de 1990, Prachanda permaneceu na maior parte clandestino, liderando a ala clandestina do Partido Comunista do Nepal (maoísta).
Durante o período de 10 anos de insurgência no Nepal, Prachanda permaneceu clandestino. Oito desses anos foram gastos na Índia. Baburam Bhattarai foi a face pública do Partido Comunista do Nepal (Maoísta) para o período em que Prachanda estava clandestino. No entanto, em 2004 e 2005, sua relação tornou-se azedo devido ao desacordo sobre a partilha de poder dentro do partido.
Um de seus gurus políticos e um importante companheiro durante 10 anos de guerra civil, Mohan Baidya (Kiran) teve uma desavença com ele sobre o futuro do curso de ação pelo partido. Kiran queria outra guerra civil, mas Prachanda e Baburai Bhattarai defenderam que o partido deveria apoiar o atual sistema parlamentar e que eles deveriam estar na linha da Paz e da Constituição.